# Лео Лінк
Лео Лінк (порт. Léo Linck, нар. 3 березня 2001, Марешал-Кандіду-Рондон) — бразильський футболіст, воротар клубу «Ботафогу». Виступав також за клуб «Атлетіку Паранаенсе». Володар Південноамериканського кубка. Переможець Ліги Паранаенсе.

## Ігрова кар'єра
Лео Лінк народився 2001 року в місті Марешал-Кандіду-Рондон, та є вихованцем футбольної школи клубу «Атлетіку Паранаенсе». У 2022 році розпочав виступи в основній команді клубу, в якій грав до початку 2025 року, проте бу лише запасним воротарем. У складі команди в 2021 році воротар став володарем Південноамериканського кубка, а в 2023 році став переможцем Ліги Паранаенсе. З 2025 року Лінк грає в складі клубу «Ботафогу».

## Виступи за збірну

### Молодіжна збірна
24 листопада 2020 року Лео Лінк був включений до списку 23 гравців, яких Андре Жардін викликав на чотиристоронній турнір проти Чилі, Болівії та Перу в грудні 2021 року. Бразилія стала чемпіоном, зігравши внічию 1-1 з Чилі у фінальному матчі 18 грудня, в якому Лео вийшов у старті.

### Національна збірна Бразилії
Того ж дня, коли Лео Лінк поновив свій контракт з «Атлетіку Паранаенсе», у червні 2021 року головний тренер національної збірної Бразилії Тіте викликав футболіста разом з товаришем по команді Луаном Патріком для участі у тренувальному збірі національної збірної для відбіркових матчів проти Еквадору та Парагваю, проте за національну збірну Лео Лінк не дебютував.

## Титули і досягнення
- Володар Південноамериканського кубка (1):

«Атлетіку Паранаенсе»: 2021
- Переможець Ліги Паранаенсе (1):

«Атлетіку Паранаенсе»: 2023